# Esmaël Gonçalves
Esmaël Ruti Tavares Cruz da Silva Gonçalves, plus couramment appelé Esmaël Gonçalves ou Isma, né le 25 juin 1991 à Bissau (Guinée-Bissau) est un footballeur bissaoguinéen et portugais. Il occupe le poste d'attaquant.

## Biographie

### OGC Nice
Esmaël Gonçalves rejoint le centre de formation de l'OGC Nice en 2008. Il fait ses débuts avec l'équipe première lors de la 21e journée de Ligue 1, contre les Girondins de Bordeaux (défaite 2-0). Le jeune portugais signe son premier contrat professionnel le 1er juillet 2011. Gonçalves signe jusqu'en juin 2014 et portera le numéro 24 pour la saison 2011-2012. 
Il fait sa première apparition lors de la deuxième journée, sur le terrain d'Évian TG, en rentrant en jeu à la 77e minute. Esmaël marque son premier but en pro lors du 32e de finale de la Coupe de France, face à l'AS Marck, à la 92e minute (victoire 0-2). Quelques semaines plus tard, sur le terrain de l'AC Ajaccio, il marque son premier but en Ligue 1 à la 85e minute pour l'égalisation niçoise (score final 1-1). Il réalise ensuite plusieurs prestations plus que convaincantes, et devient régulièrement titulaire en fin de saison.
Le 20 mai 2012, lors de la dernière journée à Lyon (victoire niçoise 3-4), il marque un but superbe : Servi par François Clerc (dans sa moitié de terrain), le jeune portugais évite le tacle de Kim Källström, enrhume Samuel Umtiti avec un petit pont suivi d'une accélération fulgurante. Il résiste ensuite épaule contre épaule au retour de Bakary Koné avant d'ajuster Hugo Lloris d'une majestueuse pichenette. Ce but permet à Nice de s'imposer et de se maintenir en Ligue 1.

### Rio Ave
Le 3 août 2012, l'OGC Nice annonce son transfert au Rio Ave FC, club de Primeira Liga.
Le 6 janvier 2013, il est prêté au club de St Mirren, en Scottish Premier League.

### Statistiques
Mis à jour le 4 août 2012.
| Saison           | Club            | Ligue                   | Championnat    | Coupes        | Europe |
| 2010 - 2011      | OGC Nice        | Ligue 1                 | 1 m.           | -             | -      |
| 2011 - 2012      | OGC Nice        | Ligue 1                 | 17 m. / 2 buts | 2 m. / 1 but  | -      |
| 2012 - janv.2013 | Rio Ave FC      | Primeira Liga           | 6 m.           | 2 m.          | -      |
| janv.2013 - 2013 | Saint Mirren FC | Scottish Premier League | 11 m. / 3 buts | 4 m. / 5 buts | -      |